# Krigene om Bratislava
I Krigen om Bratislava, efter nyere forskning egentlig tre kampe om Brezalauspurc (4.-5. juli og 9. august 907), blev den bayerske hær slået af den ungarske i tre slag ved det nuværende Bratislava.
Efter at Markgreve Luitpold af Bayern i de foregående år havde haft succes i kampen mod ungarerne, samlede han i 907 sine tropper i den nybyggede grænsefæstning Ennsburg for at angribe Ungarn. Han rykkede mod ungarerne i tre afdelinger, men blev omringet og led et forsmædeligt nederlag. Tre biskopper og 19 grever faldt med Luitpold såvel som en stor del af den bayriske hær.
Markgrevskabet Østrig blev dermed frem til 955 besat af Ungarn til floden Enns, og Østfranken var i lang tid udsat for angreb fra ungarerne. Hertug Arnulf den Vrede af Bayern formåede dog at holde ungarerne ude af Bayern, men det var først under Otto den Store, at man blev befriet fra den latente fare.
Under dette slag brød også det Stormähriske Rige sammen.